# Poursay-Garnaud
Poursay-Garnaud è un comune francese di 302 abitanti situato nel dipartimento della Charente Marittima nella regione della Nuova Aquitania.

## Società

### Evoluzione demografica
Abitanti censiti